# Pajar Bulan (Seginim)
Pajar Bulan is een bestuurslaag in het regentschap Bengkulu Selatan van de provincie Bengkulu, Indonesië. Pajar Bulan telt 505 inwoners (volkstelling 2010).